# Временный объект
Вре́менные объекты — в программировании объекты, которые компилятор создаёт автоматически по ходу вычисления выражений. Такие объекты не имеют имени и уничтожаются сразу же, как только в них исчезает потребность.
Язык Си++ вызывает для них конструкторы (по потребности) и деструкторы (после исполнения выражения). Это, например, важно для объекта string_view C++17.
При инициализации массивов Си++ временный объект исчезает перед инициализацией следующего элемента.

## Пример
```
string
 
r
 
=
 
string
(
"1"
)
 
+
 
"2"
 
+
 
"3"
;

```

Этот код работает таким образом (ctor — конструктор, dtor — деструктор).
```
string
 
r
,
 
tmp1
,
 
tmp2
,
 
tmp3
;

tmp1
.
ctor
(
"1"
);

tmp2
.
ctor
();

tmp2
 
=
 
tmp1
 
+
 
"2"
;

tmp3
.
ctor
();

tmp3
 
=
 
tmp2
 
+
 
"3"
;

r
.
ctor
(
tmp3
);

tmp3
.
dtor
();

tmp2
.
dtor
();

tmp1
.
dtor
();

```

## Пример, где важно время жизни объекта
```
std
::
wstring
 
expandFileName
(
const
 
std
::
wstring
&
 
x
);
       
// получает полный путь. Требует нуль-терминированности — потому на входе wstring

std
::
wstring_view
 
extractFilePath
(
std
::
wstring_view
 
x
);
   
// извлекает из пути корень + каталоги + разделитель

std
::
wstring
 
tempFileName
()

{

  
return
 
std
::
wstring
(
extractFilePath
(
expandFileName
(
someFile
)))

             
.
append
(
L
"~filename.tmp"
);

}

```

Си++ гарантирует, что временная строка expandFileName(someFile) будет уничтожена позже, чем wstring_view, которые на ней «паразитируют», «материализуются» в другую, столь же временную строку std::wstring(...).

## В других языках
Практически все языки (кроме самых низкоуровневых) способны автоматически создавать временные переменные для промежуточных результатов простых типов (целый, дробный, указатель). Во многих языках (Паскаль) существует подобная система для строк. Практически все языки программирования со сбором мусора (C#, Java) выдают промежуточные результаты любого типа — ведь для них нет разницы между постоянным и временным объектом. Только C++ способен автоматически создавать промежуточные объекты произвольных типов, вызывая для них конструктор и деструктор.